# الشرفا
قرية الشرفا هي إحدى القرى التابعة لمركز الصف في محافظة الجيزة في جمهورية مصر العربية. حسب إحصاءات سنة 2006، بلغ إجمالي السكان في الشرفا 13831 نسمة، منهم 6988 رجل و6843 امرأة.